# Beypore
Beypore es una ciudad censal situada en el distrito de Kozhikode en el estado de Kerala (India). Su población es de 69752 habitantes (2011). Se encuentra en la desembodura del río Chaliyar, a 11 km de Kozhikode.

## Demografía
Según el censo de 2011 la población de Beypore era de 69752 habitantes, de los cuales 33339 eran hombres y 36353 eran mujeres. Beypore tiene una tasa media de alfabetización del 96,06%, superior a la media estatal del 94%: la alfabetización masculina es del 97,83%, y la alfabetización femenina del 94,45%.